# Erleuchtungstag

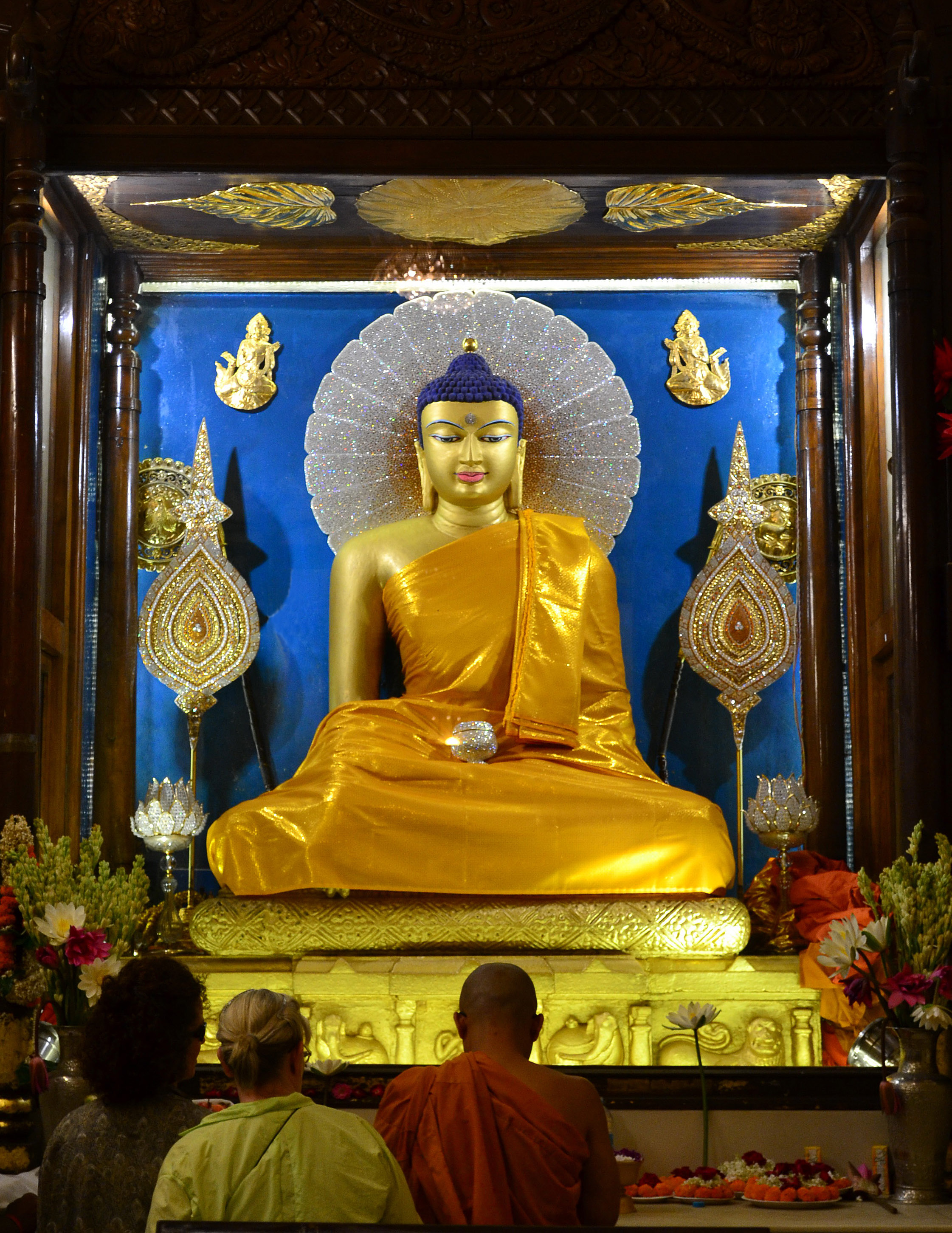
Buddha-Erleuchtung Mudra

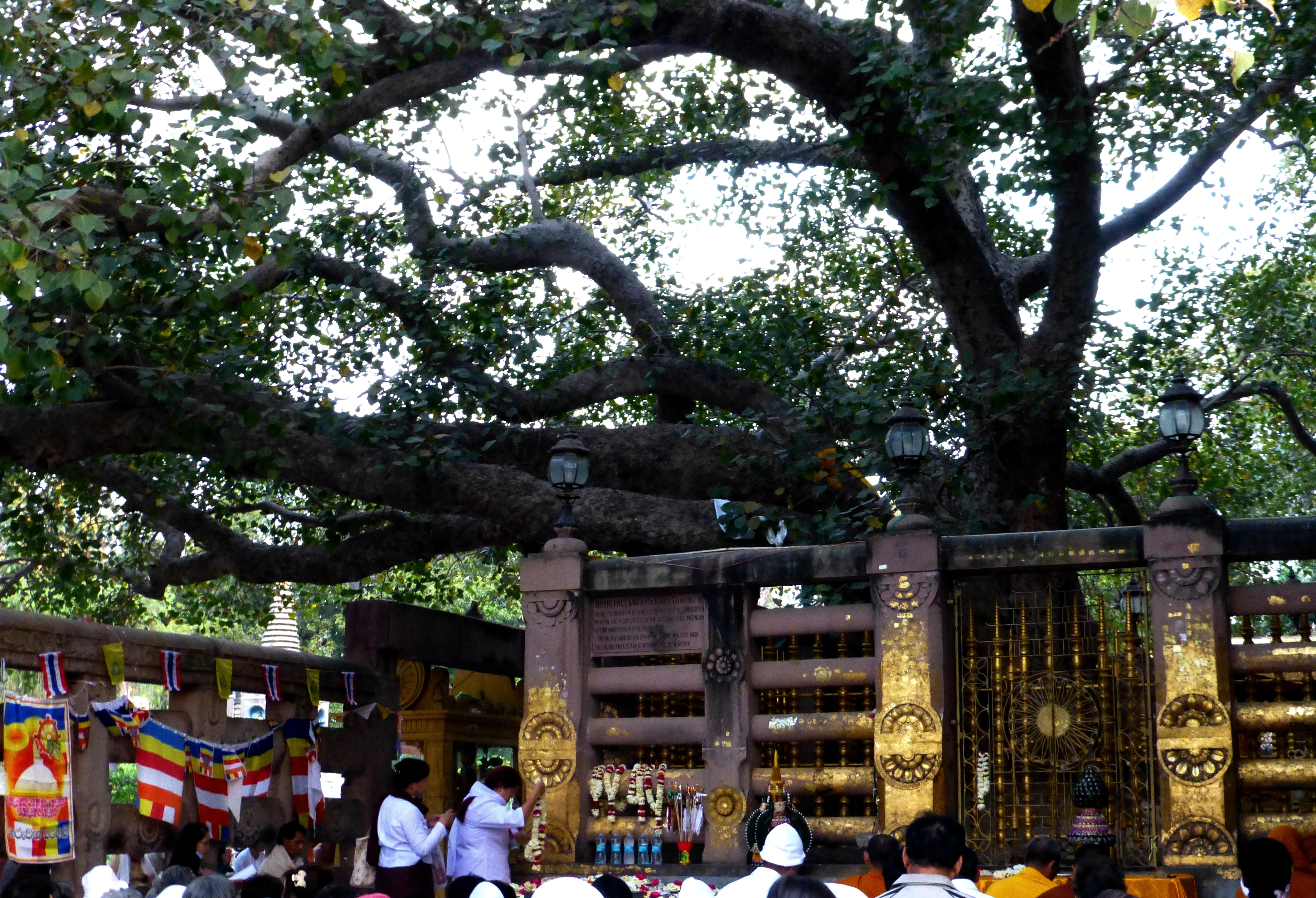
Der Bodhibaum auf dem Gelände des Mahabodhi-Tempels in Bodhgaya, dem Ort, an dem Buddha erwachte

Der Erleuchtungstag oder Bodhi-Tag (jap. 釈迦成道会, Shaka-Jōdō-e, kurz 成道会, Jōdō-e) ist ein Gedenktag im Mahayana-Buddhismus, der an die Erleuchtung  von Shakyamuni Buddha unter dem Bodhi-Baum im Jahr 525 v. Chr. erinnert. Der Bodhi-Tag wird in vielen gängigen Mahayana-Traditionen gefeiert, zum Beispiel in den traditionellen Zen- und Amitabha-Schulen in China, Korea, Japan, Vietnam und auf den Philippinen.
Der Bodhi-Tag ist der buddhistische Feiertag, der an den Tag erinnert, an dem Gautama Buddha (Shakyamuni) die Erleuchtung erlangt haben soll, in Sanskrit und Pali auch als Bodhi bekannt. Der Überlieferung zufolge hatte Siddhartha kurz zuvor seine jahrelangen extremen asketischen Praktiken aufgegeben und beschlossen, sich unter einen Ficus religiosa zu setzen, der heute als Bodhi-Baum bekannt ist, und einfach zu meditieren, bis er die Wurzel des Leidens gefunden hatte und wusste, wie man sich davon befreien kann.
Gemäß der Überlieferung hat der historische Buddha seine extremen asketischen Praktiken, die er sechs Jahre lang befolgt hatte, aufgegeben und beschlossen, unter dem Boddhibaum meditierent zu verweilen, bis er den Ursprung des Leidens und die Mittel zu seiner Befreiung entdeckt hatte.
Gemäß dem chinesischen Kalender wird der Erleuchtungstag am achten Tag des zwölften Mondes gefeiert, während er nach japanischer Tradition am 8. Dezember des westlichen gregorianischen Kalenders begangen wird. An diesem Tag finden mehrere Rituale und feierliche Zeremonien statt. Sie beinhalten Meditation, Studium des Dharma, Rezitieren buddhistischer Texte oder bewusste freundliche Taten gegenüber Dritten.
Im japanischen Zen ist der Erleuchtungstag als Rōhatsu oder Rōhachi (臘八) bekannt. Im Japanischen bedeutet das Wort wörtlich der 8. Tag des 12. Monats. Es ist typisch für Zen-Mönche sowie - Nonnen und Laienanhänger, die ganze Nacht vor Rōhatsu aufzubleiben, um Zazen zu praktizieren. Dem Feiertag geht oft eine Klausur mit intensiver Meditation (Sesshin) voraus. Als Folge der Verwestlichung Japans während der Meiji-Restauration (1862–1869) wird er am 8. Dezember des gregorianischen Kalender gefeiert.
Der Bodhi-Tag wird im Buddhismus nicht so häufig gefeiert wie der Vesakh-Tag, an dem die Geburt, die Erleuchtung (Nirvāna) und das Verscheiden (Parinirvāna) von Gautama Buddha gefeiert werden. Das Fest wird mittlerweile traditionsübergreifend am ersten Vollmondtag im Monat Mai begangen. Im Jahr 1999 wurde die herausragende Bedeutung von Vesakh als Teil des Weltkulturerbes von den Vereinten Nationen gewürdigt: Es wurde als internationaler buddhistischer Feiertag anerkannt.